# Krążenie płodowe

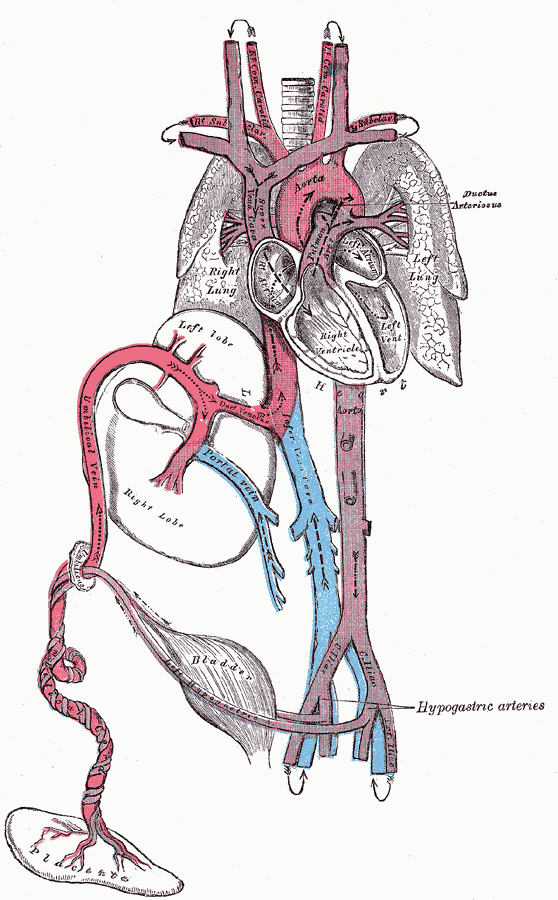
Schemat krążenia płodowego

Krążenie płodowe – specyficzne krążenie występujące u człowieka w okresie prenatalnym, przybierające po porodzie bardziej znaną, „zwykłą” formę krążenia.

## Budowa układu krwionośnego

### Duży obieg krwi – droga do serca
Krew utlenowana dostaje się do organizmu płodu poprzez żyłę pępowinową (vena umbilicalis), razem z jednoimiennymi tętnicami przebiegającymi pępowiną. Znalazłszy się w ciele płodu, kieruje się w stronę wątroby, by podzielić się. Część krwi przepływa przez wątrobę, reszta natomiast kieruje się przewodem żylnym (ductus venosus, przewód Arancjusza) wprost do żyły głównej dolnej. W rezultacie obie części krwi trafiają do tej żyły, która, podobnie jak u człowieka narodzonego, zmierza do serca.

### Serce – otwór owalny
Serce u płodu zbudowane jest nieco inaczej niż choćby u dwuletniego dziecka. Pomijając różnice w wielkości, inny jest przepływ krwi, bowiem w przegrodzie międzyprzedsionkowej (septum interatriale) znajduje się otwór owalny (foramen ovale). Płynąca do prawego przedsionka krew, w tym utlenowana krew z żyły głównej dolnej kieruje się do lewego przedsionka przez otwór owalny oraz do prawej komory przez zastawkę trójdzielną. Wprawdzie krew utlenowana miesza się z odtlenowaną, ale dzięki specjalnej budowie przedsionka (głównie odpowiednie ułożenie nakierowujących zastawek) krew z żyły głównej dolnej i pozostała kierują swój główny nurt nieco inaczej.
Przejście z prawego do lewego przedsionka jest możliwe dzięki niższemu ciśnieniu w tym ostatnim (dopływa do niego o wiele mniej krwi niż po narodzeniu, gdyż płuca nie są jeszcze rozwinięte, natomiast do prawego dopływa o wiele więcej krwi). Z lewego przedsionka krew przez lewą komorę wydostaje się z serca. Podobnie czyni też krew z prawej komory.

### Obieg płucny i przewód tętniczy
Przed narodzeniem się dziecka jego płuca wypełniają wody płodowe z elementami meszka płodowego, naskórka i moczem płodu. Nie ma w nich powietrza z tlenem, więc wymiana gazowa nie jest w nich możliwa. Poza tym przez większą część rozwoju nie wytrzymałyby one ilości krwi, która zmierzałaby do nich, gdyby kierowała się w nie cała zawartość prawej komory.
Wobec tego pomiędzy pniem płucnym (truncus pulmonalis), a aortą na granicy między jej łukiem i częścią zstępującą występuje połączenie – przewód tętniczy Botalla (ductus arteriosus). Dzięki niemu większa część krwi pnia płucnego nie trafia do tętnic płucnych, ale dociera do aorty i jej łuku, gdzie znajduje miejsce w jego wielkich odgałęzieniach (tętnica podobojczykowa lewa, tętnica szyjna wspólna lewa, pień ramienno-głowowy), zaopatrujących górną część ciała, w tym głowę i kończyny górne. Są one dzięki temu o wiele lepiej rozwinięte niż dolne. Także powstający mózg potrzebuje dużo tlenu.
Powracająca z płuc krew zmierza do lewego przedsionka serca.

### Duży obieg krwi – droga do łożyska
Aorta rozprowadza krew po organizmie, wskutek czego ta ważna tkanka trafia też do tętnic pępowinowych (arteriae umbilicales), które prowadzą ją do łożyska matki. Tam dochodzi do wymiany substancji pomiędzy krwią dziecka i kobiety – oddane zostają produkty przemiany materii, a pobrany tlen i substancje odżywcze. Zaopatrzywszy się w nie, krew wraca żyłą pępowinową.

### Wątroba
Zaznaczyć należy także różnice pomiędzy krążeniem wątrobowym płodu i dojrzałego człowieka. Ponieważ szkodliwe produkty przemiany materii w czasie ciąży wędrują przez łożysko do organizmu matki, wątroba płodu nie musi ich przetwarzać, w związku z czym nie musi przepływać przez nią taka ilość krwi, jak po porodzie. Mówiąc inaczej, kieruje się do niej krew z vasa privata, vasa publica ją omija. Czyni to dzięki temu, iż na powierzchni tylnej wątroby oprócz naczyń występujących u reszty ludzi w okresie życia płodowego występuje przewód żylny (ductus venosus), który pozwala na ominięcie przez krew wątroby.

### Mieszanie krwi tętniczej z żylną
- ujście żyły pępkowej do żyły wrotnej
- połączenie przewodu żylnego z żyłą główną dolną
- mieszanie w obrębie prawego przedsionka z krwią pochodzącą z żyły głównej górnej
- ujście do lewego przedsionka żyły płucnej niosącą krew nieutlenowaną
- łuk aorty, miejsce połączenia aorty z przewodem tętniczym (ductus arteriosus seu Botalla)

## Poród – przełom hemodynamiczny
W momencie porodu i pierwszego wdechu w całym tym układzie zachodzą ogromne zmiany. Przerwaniu ulega pępowina i znajdujące się w niej naczynia, które wkrótce zarastają.
Gdy noworodek wykona pierwszy wdech, jego płuca wypełniają się powietrzem, zwiększając swój rozmiar i nieco także położenie. Wskutek tego przewód tętniczy ulega skręceniu. W późniejszym okresie życia także i on zarasta. Krew prawego przedsionka i komory w większej ilości trafia do płuc, a z nich do lewego przedsionka. Zwiększa się panujące tam ciśnienie, napierająca silniej na ściany krew zamyka od tamtej strony poprzez jego zastawkę otwór owalny, który zwykle też zarasta, aczkolwiek nie zawsze całkowicie. Zazwyczaj nawet jeśli nie zarośnie całkowicie, nie ma to negatywnych konsekwencji, gdyż utrzymuje go zamkniętym duże ciśnienie krwi lewego przedsionka. Gorzej jest, gdy zastawka nie przylega do całej jego powierzchni. Zwykle jednak pozostaje po nim jedynie dół owalny (fossa ovalis) otoczona przez rąbek (limbus fossae ovalis). Na miejscu przewodu tętniczego zaś odnajdujemy więzadło tętnicze (ligamentum arteriosum).
Z kolei przewód żylny zarasta, stając się więzadłem żylnym (ligamentum venosum).

## Powiązane schorzenia
Schorzenia związane z nieprawidłowym zakończeniem krążenia płodowego:
- niezamknięcie otworu owalnego (ubytek przegrody międzyprzedsionkowej)
- niezamknięcie przewodu tętniczego (drożny przewód tętniczy).

Nieprawidłowości związane z przepływem krwi w naczyniach można wykryć na bardzo wczesnym etapie za pomocą ultrasonografii dopplerowskiej.
W przypadku, w którym dochodzi do anatomicznego przerwania lub znacznego upośledzenia przepływu krwi z prawej komory do krążenia płucnego lub z lewej komory do krążenia systemowego, przepływ lewo-prawy lub prawo-lewy przez przewód tętniczy może zabezpieczać przepływ systemowy lub przepływ płucny i warunkować przeżycie dziecka. Wady te noszą nazwę wad przewodozależnych i stanowią około 20% wszystkich wad wrodzonych serca. 
Dzieli się je na trzy grupy: 
1. wady z przewodozależnym przepływem systemowym;
2. wady z przewodozależnym przepływem płucnym;
3. wady z przewodozależnym mieszaniem się krwi.[3]